# Joseph Daul
Joseph Daul, född 13 april 1947 i Strasbourg, är en fransk politiker och Europaparlamentariker för östra Frankrike. Han är medlem i Union pour un Mouvement Populaire (UMP) och sitter i Europeiska folkpartiets grupp (kristdemokrater) (EPP) i parlamentet. Den 9 januari 2007 blev han vald till gruppledare för EPP-ED och ersatte Hans-Gert Pöttering, som då blev talman för parlamentet. Den 23 juni 2009 blev han återvald som gruppledare för den konservativa gruppen.
Förutom franska talar han även elsassiska och flytande tyska.